# Пасека (Красницький повіт)
Пасека (пол. Pasieka) — село в Польщі, у гміні Красник Красницького повіту Люблінського воєводства.
Населення — 405 осіб (2011).
У 1975-1998 роках село належало до Люблінського воєводства.

## Демографія
Демографічна структура станом на 31 березня 2011 року:
|          | Загалом | Допрацездатний вік | Працездатний вік | Постпрацездатний вік |
| -------- | ------- | ------------------ | ---------------- | -------------------- |
| Чоловіки | 184     | 23                 | 134              | 27                   |
| Жінки    | 221     | 37                 | 138              | 46                   |
| Разом    | 405     | 60                 | 272              | 73                   |